# Шыгырданское сельское поселение
Шыгырданское се́льское поселе́ние — муниципальное образование в Батыревском районе Чувашии Российской Федерации.
Административный центр — село Шыгырдан.

## История
Статус и границы сельского поселения установлены Законом Чувашской Республики от 24 ноября 2004 года № 37 «Об установлении границ муниципальных образований Чувашской Республики и наделении их статусом городского, сельского поселения, муниципального района и городского округа».

## Население
| 2010  | 2012  | 2013  | 2014  | 2015  | 2016  | 2017  |
| ----- | ----- | ----- | ----- | ----- | ----- | ----- |
| 5801  | ↘5765 | ↗5773 | ↘5718 | ↗5727 | ↘5697 | ↘5679 |
| 2018  | 2019  | 2020  | 2021  |       |       |       |
| ↗5685 | ↗5714 | ↗5725 | ↘5636 |       |       |       |

## Состав сельского поселения
| № | Населённый пункт | Тип населённого пункта       | Население |
| - | ---------------- | ---------------------------- | --------- |
| 1 | Кзыл-Камыш       | деревня                      | ↗396      |
| 2 | Шыгырдан         | село, административный центр | ↘5282     |